# 211
El 211 (CCXI) fou un any comú començat en dimarts del calendari julià.

## Esdeveniments
- Eboracum esdevé la capital de Britannia Inferior, una província del nord de l'Imperi Romà.[1]
- L'emperador Septimi Sever, després d'haver caigut malalt, mor a Eboracum, mentre estava en campanya a Britannia després d'un regnat de 18 anys. Més tard és divinitzat pel Senat. Els seus fills Caracal·la i Geta el succeeixen com a emperadors romans conjuntament.[2]

## Necrològiques
- 4 de febrer - Eboràcum (Britànnia): Luci Septimi Sever, emperador romà (n. 146).